# Digalogenina
La digalogenina es un espirostano. Se encuentra en las especies solanum marginatum, solanum laciniatum y solanum aviculare.
- Datos: Q5806995